# Автошлях B156 (Німеччина)
Федеральний автошлях 156 (B156, нім. Bundesstraße 156) — федеральна автомагістраль у німецьких землях Бранденбург і Саксонія. Починається в Гросрешен на B169 і закінчується в Баутцені на B96. Між Ємліц-Кляйн-Дюбен і "Bendels Kreuz" у Краушвіці він з'єднаний з B 115, конгруентні.

## Історія
До 1945 року автошлях 156 з'єднував Мускау (тепер Бад-Мускау) на Нейсі, де він закінчувався на автошляху 115, з Трібелем (тепер Тшебель) на тодішній автошлях 156 автошляху 122. Майже вся його довжина потрапила під польську адміністрацію в 1945 році та сьогодні є частиною польської національної дороги 12.
Поруч з колишньою магістральною дорогою 115 пролягала також F 156 яка була однією з найважливіших вулиць району Вайсвассер за часів НДР, серед іншого вона служила маршрутом  для будівництва електростанції Боксберг. Через відкритий кар’єр бурого вугілля Нохтен виникла необхідність перенести маршрут між Вайсвассером/Верхньою Лужицею та Боксбергом. Ця частина проходила як бетонна дорога на схід від кар’єру. Через кар’єр Бервальде між Боксбергом і Ухистом (Шпрее) дорогу довелося перенести на захід. В результаті цих змін 17 кілометрів по прямій тепер потрібно пройти довжиною 29 км.